# Radosav Spasojević
Radosav Spasojević (in montenegrino Радосав Спасојевић; Nikšić, 28 febbraio 1992) è un cestista montenegrino.

## Palmarès
- Coppa di Macedonia: 1

MZT Skopje: 2018